# Sokoireiger
De sokoireiger (Ardea cocoi) is een vogel uit de familie van de reigers.

## Kenmerken
De sokoireiger is een grote reiger met een lengte van 95 tot 127 cm en een hoogte van 100 tot 130 cm. Hij weegt zo'n 1,5 tot 2,5 kg.

## Verspreiding
De soort is algemeen en wijdverspreid in het grootste deel van Zuid-Amerika. Hij is een wintergast van Trinidad en Tobago en een doortrekker op de Falklandeilanden en Tristan da Cunha. De natuurlijke habitats zijn rivieren, moerassen en zoetwatermeren.

## Status
De grootte van de populatie is in 2019 geschat op 5-50 miljoen volwassen vogels. Op de Rode lijst van de IUCN heeft deze soort de status niet bedreigd.

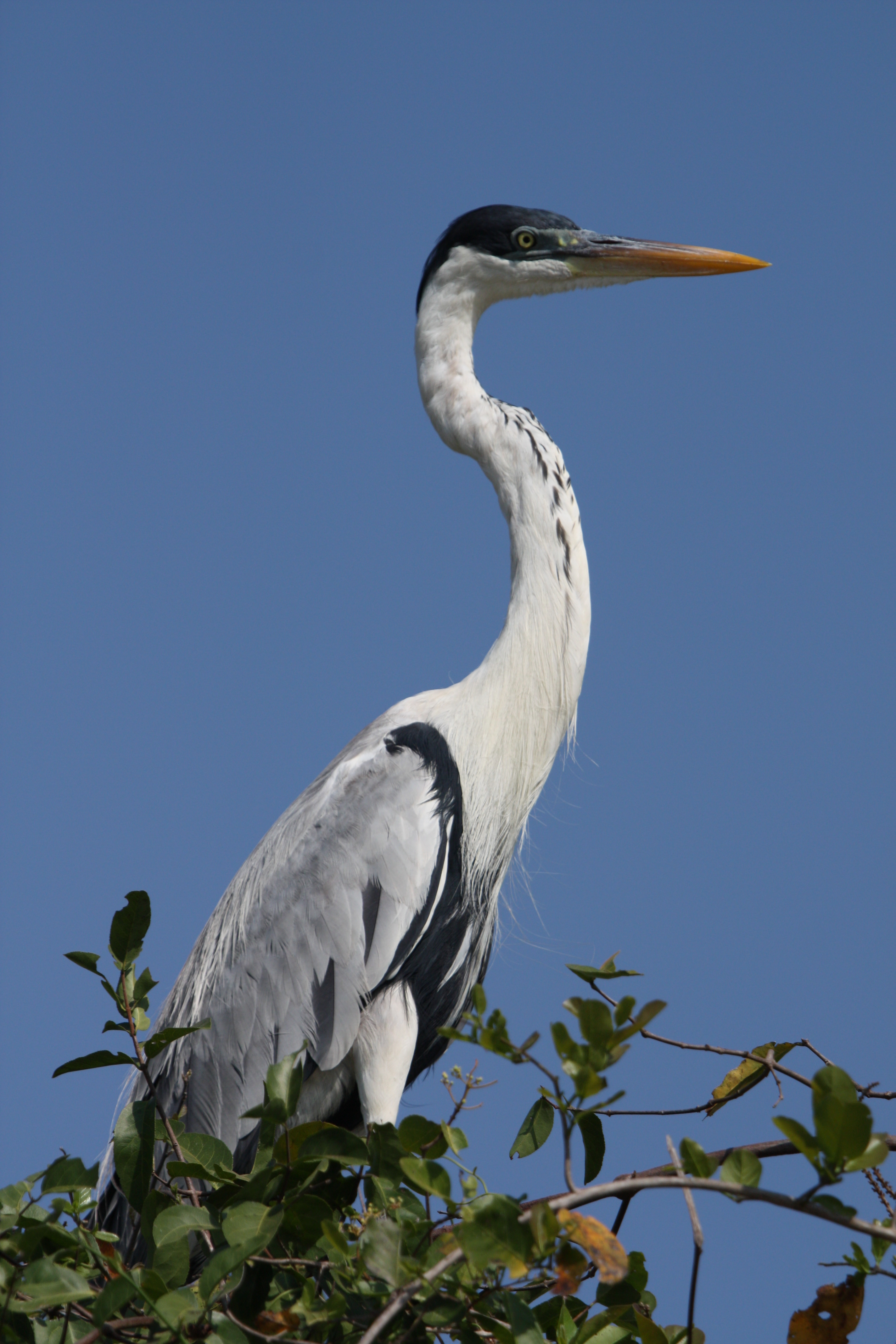